# Kolonija (geografija)
Kolonija je dežela, ki je pod gospodarsko in vojaško oblastjo močnejše države, od katere je prostorsko ločena.